# Genesee (Wisconsin)
Genesee è un comune degli Stati Uniti, situato in Wisconsin, nella Contea di Waukesha.